# Milovan Milović
Milovan Milović, cyr. Mилoвaн Mилoвић (ur. 24 października 1980 w Rašce) – serbski piłkarz grający na pozycji obrońcy.
W reprezentacji Serbii zadebiutował 7 kwietnia 2010 roku w meczu z Japonią (0:3), który odbył się w Osace.